# Singafrotypa okavango
Singafrotypa okavango là một loài nhện trong họ Araneidae.
Loài này thuộc chi Singafrotypa. Singafrotypa okavango được miêu tả năm 2002 bởi Kuntner & Gustavo Hormiga.